# Боровиков, Дмитрий Александрович
Дми́трий Алекса́ндрович Боровико́в (также известен под прозвищем «Кислый»; 9 июня 1984, Ленинград — 18 мая 2006, Санкт-Петербург) — российский неонацист и неоязычник, организатор двух экстремистских группировок «Mad Crowd» и «Боевой террористической организации». Организатор и исполнитель убийств на расовой почве, в том числе организатор убийства 8-летней девочки Хуршеды Султоновой в 2004 году. Убит при задержании оперативниками 18-го отдела УБОП 18 мая 2006 года.

## Биография
Дмитрий Боровиков родился в Ленинграде в семье сотрудника уголовного розыска Адмиралтейского РУВД. Проживал в доме 4 в переулке Бойцова. После окончания школы поступил на юридический факультет Областного университета, где проучился 2,5 года.
В период с 1999 по 2006 год Дмитрий Боровиков несколько раз задерживался правоохранительными органами по подозрению в нападениях на людей «неславянской внешности». Так, его и его приятеля по имени Ян задержали по обвинению в нападении на китайца, получившего удар ножом сзади. Однако в итоге Ян оказался единственным осуждённым.

### «Шульц-88»
В 16 лет познакомился с Дмитрием Бобровым («Шульц»). За любовь к тяжёлой музыке и группе «Kiss» Боровиков получил прозвище «Кислый», которым он подписывался в Интернет-изданиях. Летом 2001 года Дмитрий Боровиков вступил в «Шульц-88», где стал «правой рукой» лидера. Боровиков стоял у истоков «Шульц-88» и принимал самое деятельное участие во всех значительных акциях 2001—2002 годов. Также находясь в «Шульц-88», Кислый активно занимался пропагандой.
Боровикову принадлежат многие статьи в журналах «Made in St-Petersburg» и «Гнев Перуна», такие как «Жёлтая угроза», «Аргументы и факты», «Советы начинающим штурмовикам», «Перунов день», «Стрижено? Нет, брито!» и др. Боровиков участвовал в выходе журнала «Гнев Перуна № 5». Издавал собственный журнал «Straight Edge — Шторм Чистой Крови». В группировке «Шульц-88» Боровиков познакомился с Алексеем Воеводиным. Далее их взгляды с Шульцем разошлись, и они покинули группировку.

### «Mad Crowd»
В 2002 году Боровиков участвовал в создании группировки «Mad Crowd Firm» («Mad Crowd» — «бешеная толпа»). Главным отличием новой группировки стал акцент на здоровом образе жизни, симпатии к футбольному движению и стремлению установить связи с нацистами из других стран.

В своём журнале «Гнев Перуна» Кислый писал: 
Нам нужны не вы, а ваши дети. Это из них мы воспитаем новую расу. Потому что вас уже не переделать. Телевизор, семья, убогие развлечения, модная одежда, забитый холодильник… если это все, что интересует сегодня белых, то какие же они белые? Они — мясо и мусор. Белую расу необходимо создавать с нуля.

### «Боевая террористическая организация»
К 2003 году Боровиков осознал, что для достижения поставленных целей недостаточно бравировать скинхедской атрибутикой, нужна тщательная конспирация. Он создал новую группировку с жёсткими критериями для вступления: расизм, «язычество» и ЗОЖ.
Его интерес к футболу на данном этапе остывает, появляется установка не на избиение «врагов», а на их убийство. Журналисты назвали эту группировку «Боевая террористическая организация» (БТО). Всего в БТО состояло 10 человек. По данным сотрудников 18-го отдела УБОП, «сначала, их было шестеро, потом девять, а под конец вроде бы одиннадцать человек. Но сколько точно — это знали только сами руководители. У Шульца и в „Mad Crowd“ все направо — налево хвастались подвигами. По большому счёту именно на этом они все и сели. А здесь конспирация была настолько жёсткая, что докопаться до правды невозможно даже сейчас».

### Убийства в 2004 году
Боровикова задерживали в 2004 году по громкому делу таджикской девочки Хуршеды Султоновой, убитой 9 февраля неподалёку от его дома. Задержание было произведено через три часа после убийства, но обнаруженные на его одежде следы крови оказались тщательно замыты бензином, и потому идентифицировать эту кровь с кровью погибшей не удалось. Высказывалось предположение, что Боровикову удавалось уходить от ответственности, благодаря связям его отца — работника милиции.
7 июня в лесу в районе посёлка Заходское Выборгского района Боровиков организовал казнь двух своих бывших соратников Ростислава Гофмана и Алексея Головченко. Они были ранены из арбалета и добиты ножами. Непосредственными исполнителями убийства были Алексей Воеводин, Роман Орлов и Артём Прохоренко.
19 июня соратниками Боровикова Андреем Костраченковым и Артёмом Прохоренко был убит учёный Николай Гиренко. Предположительно, Дмитрий имел отношение к этому преступлению, поскольку нелестно высказывался об этом эксперте:
Гиренко — русофоб, антифашист и эксперт. Из-за его экспертиз наши парни сидят
В 2004 году на «Mad Crowd» было заведено уголовное дело. Тогда арестовали почти всех членов группы, кроме Дмитрия Боровикова и Руслана Мельника. Их обвинили в создании «экстремистского сообщества». Следствию удалось доказать лишь несколько эпизодов нападений.

### В подполье
С 25 апреля 2005 года Боровикова объявили в международный розыск по экстремизму с пометкой «особо опасен» и «при задержании может оказать активное сопротивление». Находясь в бегах, Боровиков с другими участниками банды, чтобы поддержать своё материальное положение, начал заниматься грабежами почтовых отделений, и к уголовному делу добавились статьи за разбойные нападения на почтовые отделения связи, бандитизм, ограбления, похищения людей. В это время были выпущены журналы, в создании которых принимал участие непосредственно Дмитрий: «Smell of Hatred», «Kill or be killed», «Оскал».
7 апреля 2006 года Боровиков выступил организатором убийства сенегальца Самбы Лампсара (1978—2006), студента пятого курса Санкт-Петербургского госуниверситета имени Бонч-Бруевича, одного из лидеров «Африканского единства», который возвращался из ночного клуба «Аполло» (Измайловский пр., 12). Убийство непосредственно совершил Андрей Малюгин возле дома 17 по 5-й Красноармейской улице. Орудием убийства послужило помповое ружьё, которое было оставлено на месте преступления. На прикладе ружья была нацарапана свастика и фразы «оружие скинхеда», «смерть неграм» и другие надписи подобного толка.

### Гибель
18 мая 2006 года у дома № 23 по Планерной улице Дмитрий сидел во дворе с подругой. Когда он увидел, что к нему приближается группа людей в гражданской одежде, то понял, что это сотрудники милиции, которые пытаются его задержать. По утверждению представителя прокуратуры Петербурга, Боровиков напал на сотрудников милиции с ножом. После этого оперативники выстрелили в него, в результате чего тот упал на землю, истекая кровью. Боровиков умер почти сразу после прибытия скорой помощи.
Был похоронен на Северном кладбище без отпевания, так как был неоязычником. На траурной церемонии собралось около 20 человек. Могила Боровикова стала местом паломничества русских неонацистов. На надгробном памятнике изображён левосторонний «коловрат».

## Убеждения
Боровиков относил себя к «Skin-движению» и исповедовал идеи WP (White Power — «Белая сила»). Власть в России, по его мнению, является филиалом ZOG. Родной Санкт-Петербург он именовал «Невоградом», а основными врагами называл представителей «цветных»: «хачиков» и «чурок», которые, смешиваясь с «русскими дурами», производят метисов. Прямое действие в форме уличных нападений на «нерусь», по его мнению, могло бы «способствовать очищению народа от инорасовых элементов и превращения РФ в „Белую Русь“».